# Paso Fino
Paso fino är en hästras som härstammar från Puerto Rico. Rasen har utvecklats från de spanska hästar som conquistadorerna förde med sig till Sydamerika på 1500- och 1600-talen. Namnet kommer från en av hästens gångarter paso fino, vilket är den långsammaste gångarten. Hästen är liten men kraftfull, är till temperamentet lättriden och mycket tjänstvillig. Det är nu en vanlig hästras i Nordamerika och Sydamerika.
Peruansk pasohäst däremot, är unik för Peru och räknas som en helt egen ras även om dessa ofta blandas ihop. De båda hästraserna har ett gemensamt ursprung i den spanska hästarna men raserna har varit åtskilda sedan 1600-talet och därför utvecklats olika.

## Historia
Paso finon har sitt ursprung i de hästar som conquistadorerna förde med sig från Spanien till Puerto Rico, bland annat Spansk häst, berberhäst och Arabiskt fullblod. Dessa hästar användes för att starta upp jordbruken i Puerto Rico och Colombia. Med hjälp av blod från vilda mustanger i USA fick man fram två olika sorters paso, en i Colombia som var lite hetsigare i steget och den mer berömda puertoricanska pason som hade ett långsamt flytande steg. 
Under 1950- och 60-talet blev paso finon populär i USA då intresset för så kallade gaitade hästar, det vil säga hästar med extra gångarter, ökade i och med att det blev mer av en sport med utställningar och ridningsuppträdanden. De första hästarna fördes till USA med hjälp av armén som var utsatt i Puerto Rico. De hade köpt hästarna medan de bodde i landet men ville inte sälja dem, utan tog dem med sig. Den Colombianska pasofinohästen fördes till USA genom en ranchägare som var på affärsresa i Colombia. Han köpte några paso finos för att ha på sin ranch. Dessa två olika linjer av paso fino som fördes in till USA blev grunden till de USA-födda pasofinohästarna. 
År 1996 exporterades den första hästen till ett land som inte låg på den amerikanska kontinenten, England. Nu finns 60 registrerade pasofinohästar i England. Även i Tyskland och Schweiz finns några exemplar och rasen är omåttligt populär i Tyskland.

## Egenskaper

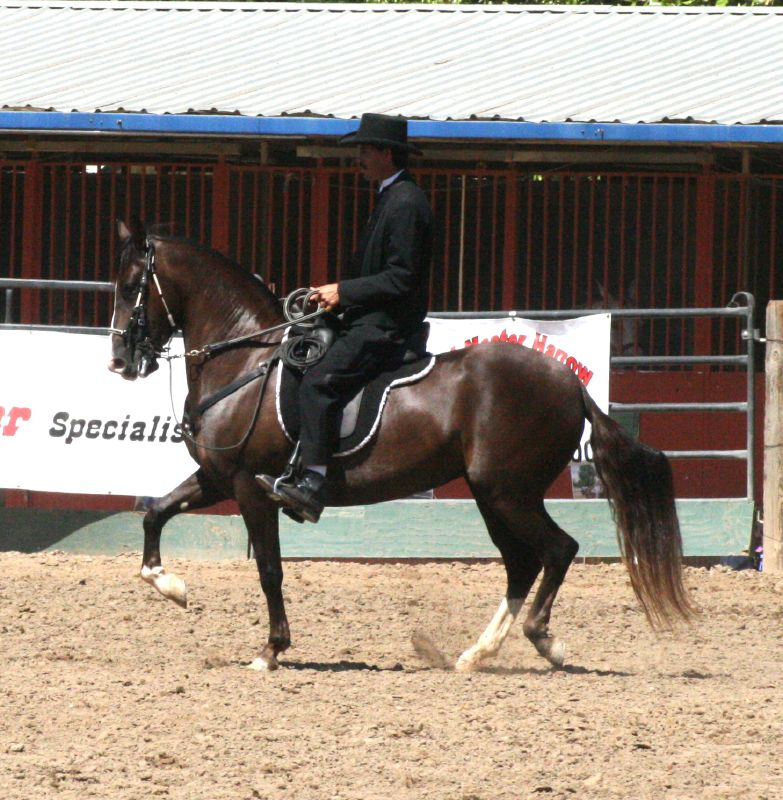
Paso Fino-hästar visas upp i paso-gångarterna under olika shower och utställningar.

Många pasofinofantaster säger att det är den bekvämaste hästen man kan rida med deras flytande Pasogångarter:
- paso corto är en lite lös, ledig gångart,
- paso fino är en samlad gångart med höga benlyft och
- paso largo som är en snabb gångart, liknande vanlig galopp.

Rasen kommer i ganska många olika storlekar och typer och även om det i USA bara är godkänt med de hela färgerna så finns det exemplar som föds skäck eller till och med tigrerade i Puerto Rico där hästhållningen är lite annorlunda. Standarden utgör inte hästens utseende utan har istället satts på rasens temperament och gångarter. Paso Finon är ganska livlig och villig att arbeta. Dessa egenskaper kallas för det spanska ordet brio (glöd) bland puertoricanska uppfödare.
I USA är rasen vanlig på uppvisningar och utställningar och det finns klasser för pasofinohästar där man visar upp deras gångarter. Bland annat kan deltagarna få rida över träbrädor och domarna lyssnar på ljudet för att höra om hästarna rör sig rätt.